# Херсонский речной порт
Херсонский речной порт (укр. Херсонський річковий порт) — крупный транспортный узел, где осуществляется взаимодействие речного, морского, железнодорожного и автомобильного транспорта. Это единственный устьевой речной порт Днепра с круглогодичной навигацией.
Порт находится вне шлюзов гидростанций Днепровского каскада, чем привлекает грузовладельцев.

## Географическое положение
Херсонский речной порт расположен в устье реки Днепр, в 28 км от Днепро-Бугского лимана, на правом берегу реки Кошевая.

## История
Херсонский речной порт возник вместе с городом. Сначала с верховий Днепра сюда приходили первые грузы для тех, кто строил крепость и верфь. В 1802 году Херсон стал уездным городом Николаевской губернии, а в 1803 году — административным центром Херсонской губернии Российской империи, что способствовало развитию города и порта.
В 1860-х годах Херсон был складочным местом для товаров, отправляемых на другие речные пристани по Днепру, но с развитием железнодорожной сети, обошедшей город, с ухудшением судоходства через Днепровские пороги и с закрытием местной таможни к началу XX века значение речного порта упало. Только с 1900—1902 гг. началось переоборудование порта, с углублением до 22 футов днепровских гирл.
Значение Херсона как транспортного узла значительно повысилось после строительства железнодорожной линии Херсон — Мерефа в 1907 году.
После начала первой мировой войны и вступления в неё Османской империи Чёрное море стало театром боевых действий и грузооборот порта уменьшился. В дальнейшем, порт пострадал в ходе гражданской войны и иностранной военной интервенции, но в 1920е - 1930е годы был восстановлен, расширен и реконструирован. Здесь были построены новые склады и склады.
Строительство Днепровской ГЭС и шлюзование на Днепре существенно повысило значение Херсонского речного порта, особенно после создания непрерывного водного сообщения от Херсона до верховьев Днепра (по которому в 1933 году прошли первые пароходы).
В ходе боевых действий Великой Отечественной войны и немецкой оккупации города (19 августа 1941 — 13 марта 1943) речной порт пострадал, но в дальнейшем был восстановлен.
В 1946 году Херсонская речная пристань получила статус Херсонского речного порта.
В 1955 году грузооборот порта в 4,6 раз превысил уровень 1913 года. Уже к началу 1957 года порт был оборудован портальными и плавучими кранами, автопогрузчиками,транспортёрами и самоходными тележками, в результате практически все погрузочно-разгрузочные работы здесь были механизированы.
В целом, в советское время речной порт входил в число крупнейших предприятий города.
После провозглашения независимости Украины порт был преобразован в открытое акционерное общество.
В августе 1997 года порт был включён в перечень предприятий, имеющих стратегическое значение для экономики и безопасности Украины.
В августе 1999 года был введён в эксплуатацию новый склад для зерновых грузов. Предусмотрено удлинение причальной линии и расширение складского хозяйства. Для этой цели идёт переоборудование двух затонов, что позволит переваливать дополнительные экспортные грузы.

## Современное состояние
В настоящее время порт производит перевалку внешнеторговых и транзитных грузов различной номенклатуры и принимает под обработку морские суда с осадкой до 4 м, а также суда типа «река — море» — направление перевозок в порты Чёрного и Средиземного морей. На причалах длиной около 1 км находится 10 портальных кранов грузоподъёмностью от 5 до 20 тонн, 4 плавучих крана (два 5-тонных и два 16-тонных). Порт имеет практику рейдовой погрузки судов с осадкой до 7,6 м.
На территории порта расположен крытый склад, способный накапливать до двух судовых партий для каждого грузовладельца. Номенклатура грузов разработана: лес, металл, кокс, уголь, металлолом, минеральные удобрения. Порт располагает всеми возможностями для комплексного обслуживания флота. Порт имеет самоходное судно водолей грузоподъёмностью 800 тонн для круглосуточной бункеровки пресной воды.

### Адрес Херсонского речного порта (АСК «Укрречфлот»)
Одесская пл. 6, Херсон, 73025, Украина.

### Общая информация
Минимальная ширина по реке Кошевой в районе причальных стенок речного порта — 150 м. Глубина на фарватере — 4,4-5 м на 3-7-м. причалах и 7,8 м на 1-м причале. Направление преимущественных течений — с востока на запад. В речном порту руководствуются «Обязательными постановлениями по Херсонскому морскому торговому порту».
Лоцманское обеспечение осуществляется лоцманами ГП «Дельта-лоцман».
Суда, приходящие в речной порт и ожидающие постановки к причалу, стоят на Верхнем рейде. На Верхнем рейде допустима осадка судов в грузу — до 7,8 м.
Порт осуществляет услуги по заявкам: снятие льяльных, фекальных вод, сухого мусора; бункеровка питьевой водой, буксирное обеспечение; предоставление причалов для отстоя судов и др.

### Специализация
Порт переваливает навалочные и генеральные грузы: прокат чёрных металлов, лес, бокситы, металлолом, уголь, кокс.
Кроме традиционного для порта леса, в последнее время возрождается экспортный грузопоток металлолома. Металлолом чаще всего поставляется в Турцию и Италию. Ещё один традиционный для порта экспортный грузопоток — металлопрокат производства комбината «Запорожсталь».
На экспорт также перерабатывается 33-35 тыс. т. в месяц минеральных удобрений (российские селитра, нитроамофос, карбамид). Поставки осуществляются в страны Африки, Грецию.
Из импортных товаров в порт приходят стройматериалы из Турции.
Транзит составляют глина и свинец.
Объём пассажирских перевозок на туристических и местных линиях до 1,2 млн. пассажиров в год.

### Портовые мощности
В порту 7 причалов общей длиной 950 м. Порт имеет возможность погрузки судов с осадкой до 7,8 м у причалов № 1-2 и до 5 м на причалах № 3-7.
Комплекс по переработке минеральных удобрений введён в эксплуатацию в 1999 г. Расположен на причале № 2. Предназначен для приёма и отправки минеральных гранулированных удобрений, как фасованных, так и навалом.
Погрузка судов осуществляется как у причала, так и на рейде. У причала можно обрабатывать одно судно. Имеются машины для фасовки удобрений в мешки. Мощность комплекса — до 30 тыс. т. в месяц. Перерабатывающая способность: при фасовке — 800 т/сут., при погрузке на суда — до 1500 т/сут. Комплекс позволяет единовременно хранить до 15 тыс. т грузов и обрабатывать 12 вагонов в сутки.
В порту имеется речной вокзал.
Принимаются речные пассажирские суда пассажировместимостью до 700 человек.
Пассажирские перевозки (в основном на местных линиях) осуществляются с 18 марта по 10 ноября. В этот период в среднем бывает до 20 судозаходов в день.
Имеется 8 причалов длиной по 60 м. Глубина у причальных стенок — 4 м. На 14 пассажирских линиях работает 13 судов.
Общая площадь открытых складов — 9500 м2, крытых — 2500 м2.